# 幸德事件
幸德事件（日语：／ Kōtoku jiken），又名幸德秋水事件、幸德大逆事件，指的是日本社會主義者和無政府主義者被指計劃暗殺明治天皇，後來被捕起訴的事件。這個事件也是日本最著名的一次大逆事件。

## 历史
宮下太吉、管野須賀、新村忠雄、古河力作四人參與了暗殺明治天皇的計劃。宮下太吉在長野縣東筑摩郡中川手村明科町（今安曇野市）的明科製材所製造炸彈，於1909年（明治42年）11月3日在同村的大足進行爆破實驗。
1910年5月25日，日本政府大規模搜捕社會主義者和無政府主義者。1911年1月18日，判處24人死刑、2人有期徒刑。24日，幸德秋水、森近運平、宮下太吉、新村忠雄、古河力作、奧宮健之、大石誠之助、成石平四郎、松尾卯一太、新美卯一郎、內山愚童共11人被處決。翌日，管野須賀被絞刑處決。其餘人物中，高木顯明、峯尾節堂、岡本穎一郎、三浦安太郎、佐佐木道元共計5人獲得特赦，減刑為無期徒刑，坂本清馬、成石勘三郎、崎久保誓一、武田九平、飛松与次郎、岡林寅松、小松丑治共計7人獲得假釋。

## 后世影响
幸德事件标志着明治末期的舆论环境发生转变，政府开始对具有潜在颠覆性的意识形态进行控制和镇压。同时，这一事件常常被认为是导致颁布治安维持法的因素之一。

## 关联人物
| - 磯部四郎 - 今村力三郎 - 内山愚童 - 大石誠之助 - 奥宮健之 - 管野スガ - 幸德秋水 - 成石平四郎 | - 新美卯一郎 - 新村忠雄 - 平出修 - 平沼騏一郎 - 古河力作 - 松尾卯一太 - 宮下太吉 - 森近運平 |